# アラブ共和国連邦

アラブ共和国連邦
اتحاد الجمهوريات العربية (アラビア語)

国歌: حماة الديار（アラビア語）
祖国を守る者たちよ（シリア）

アラブ連合共和国の位置（1972年）

アラブ共和国連邦の軍艦旗

アラブ共和国連邦（アラブきょうわこくれんぽう、アラビア語: اتحاد الجمهوريات العربية、ittiħād al-jumhūriyyāt al-`arabiyya、英語: Federation of Arab Republics）は、1972年3月にエジプト・リビア・シリアの三カ国で国民投票が行われ成立した汎アラブ主義国家の名称である。エジプトのアンワル・アッ＝サーダートが大統領、シリアのアフマド・アル＝ハティブが首相を務めた。エジプトはさらに踏み込んだ統合を求めたがリビアやシリアは完全な合併には賛成せず、国旗などの象徴的な統合にとどまった。モハメド・アン＝ヌメイリのスーダンは短期間加入と脱退を繰り返した。連邦は1972年7月1日に建国し、1977年11月に解体した。
赤・白・黒の汎アラブ色に金色のクライシュ族の鷹（クライシュの鷹）という国旗は各国でその後も使われたが、1977年11月にエジプト大統領のサーダートがイスラエルを訪問したことに反発したリビアのムアンマル・アル＝カッザーフィーが国旗を緑一色に変えたことを皮切りに、シリアのハーフィズ・アル＝アサドは1980年に、エジプトは1984年にこの国旗の使用をやめた。（エジプト国旗の変遷を参照）

## 「領土」の変遷

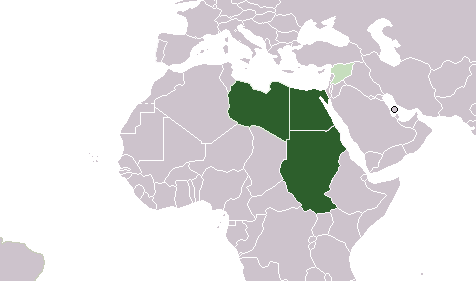
1970年（成立前）
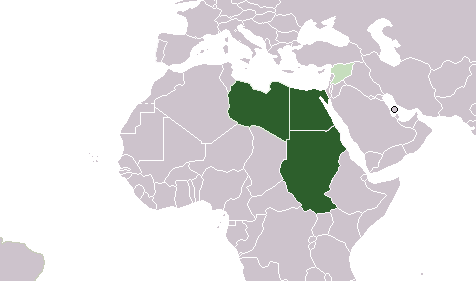
1971年（成立前）
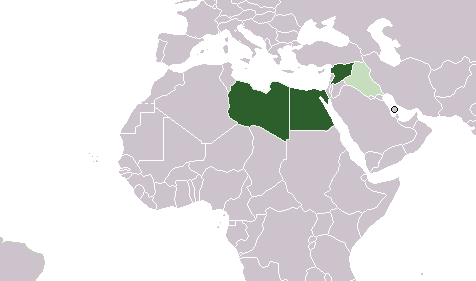
1972年
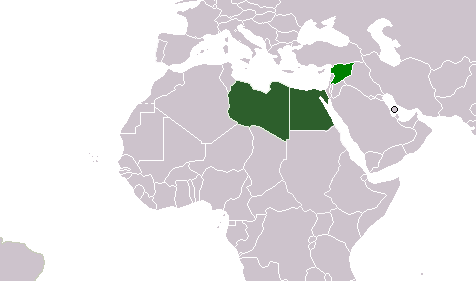
1973年
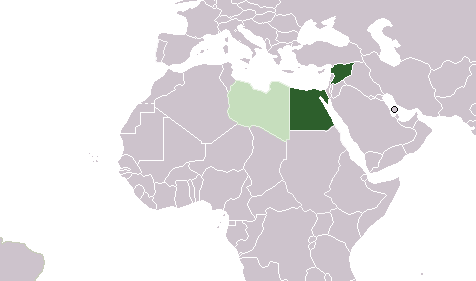
1976年
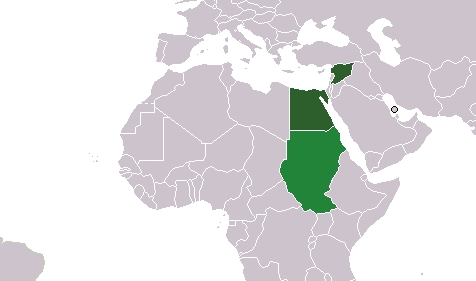
1977年